# Zaine Francis-Angol
Zaine Sebastian Francis-Angol (Waltham Forest, 30 giugno 1993) è un calciatore antiguo-barbudano, difensore del Buxton e della nazionale antiguo-barbudana.

## Carriera

### Club
Dopo aver giocato nelle giovanili del Tottenham, passa alle giovanili del Motherwell, con cui esordisce in prima squadra nel 2012. Nel 2015, dopo complessive 65 presenze e 3 reti nella prima divisione scozzese, passa al Kidderminster. Nel 2016 passa al Fylde e dopo due stagioni nella National League viene acquistato dall'Accrington Stanley. Dopo una stagione in Football League One e terminato il contratto di un anno con l'Accrington Stanley firma per il Boreham Wood, club militante in National League.

### Nazionale
Debutta in nazionale il 7 settembre 2012, in Guatemala-Antigua e Barbuda, valevole per le qualificazioni ai Mondiali di calcio 2014.

## Statistiche

### Cronologia presenze e reti in nazionale
Aggiornato al 31 maggio 2023

| Cronologia completa delle presenze e delle reti in nazionale ― Antigua e Barbuda | Cronologia completa delle presenze e delle reti in nazionale ― Antigua e Barbuda | Cronologia completa delle presenze e delle reti in nazionale ― Antigua e Barbuda | Cronologia completa delle presenze e delle reti in nazionale ― Antigua e Barbuda | Cronologia completa delle presenze e delle reti in nazionale ― Antigua e Barbuda | Cronologia completa delle presenze e delle reti in nazionale ― Antigua e Barbuda | Cronologia completa delle presenze e delle reti in nazionale ― Antigua e Barbuda | Cronologia completa delle presenze e delle reti in nazionale ― Antigua e Barbuda |
| Data                                                                             | Città                                                                            | In casa                                                                          | Risultato                                                                        | Ospiti                                                                           | Competizione                                                                     | Reti                                                                             | Note                                                                             |
| -------------------------------------------------------------------------------- | -------------------------------------------------------------------------------- | -------------------------------------------------------------------------------- | -------------------------------------------------------------------------------- | -------------------------------------------------------------------------------- | -------------------------------------------------------------------------------- | -------------------------------------------------------------------------------- | -------------------------------------------------------------------------------- |
| 8-9-2012                                                                         | Città del Guatemala                                                              | Guatemala                                                                        | 3 – 1                                                                            | Antigua e Barbuda                                                                | Qual. Mondiali 2014                                                              | -                                                                                | 82’                                                                              |
| 12-9-2012                                                                        | North Sound                                                                      | Antigua e Barbuda                                                                | 0 – 1                                                                            | Guatemala                                                                        | Qual. Mondiali 2014                                                              | -                                                                                |                                                                                  |
| 13-10-2012                                                                       | North Sound                                                                      | Antigua e Barbuda                                                                | 1 – 2                                                                            | Stati Uniti                                                                      | Qual. Mondiali 2014                                                              | -                                                                                |                                                                                  |
| 17-10-2012                                                                       | Kingston                                                                         | Giamaica                                                                         | 4 – 1                                                                            | Antigua e Barbuda                                                                | Qual. Mondiali 2014                                                              | -                                                                                |                                                                                  |
| 9-10-2014                                                                        | Couva                                                                            | Antigua e Barbuda                                                                | 2 – 1                                                                            | Saint Lucia                                                                      | Qualificazioni alla Coppa dei Caraibi 2014                                       | -                                                                                |                                                                                  |
| 11-10-2014                                                                       | Couva                                                                            | Rep. Dominicana                                                                  | 0 – 0                                                                            | Antigua e Barbuda                                                                | Qualificazioni alla Coppa dei Caraibi 2014                                       | -                                                                                |                                                                                  |
| 13-10-2014                                                                       | Couva                                                                            | Trinidad e Tobago                                                                | 1 – 0                                                                            | Antigua e Barbuda                                                                | Qualificazioni alla Coppa dei Caraibi 2014                                       | -                                                                                | 87’                                                                              |
| 12-11-2014                                                                       | Montego Bay                                                                      | Haiti                                                                            | 2 – 2                                                                            | Antigua e Barbuda                                                                | Coppa dei Caraibi 2014 - Fase a gironi                                           | -                                                                                |                                                                                  |
| 15-11-2014                                                                       | Montego Bay                                                                      | Giamaica                                                                         | 3 – 0                                                                            | Antigua e Barbuda                                                                | Coppa dei Caraibi 2014 - Fase a gironi                                           | -                                                                                | 45’                                                                              |
| 16-11-2014                                                                       | Montego Bay                                                                      | Antigua e Barbuda                                                                | 0 – 2                                                                            | Martinica                                                                        | Coppa dei Caraibi 2014 - Fase a gironi                                           | -                                                                                |                                                                                  |
| 5-9-2015                                                                         | North Sound                                                                      | Antigua e Barbuda                                                                | 1 – 0                                                                            | Guatemala                                                                        | Qual. Mondiali 2018                                                              | -                                                                                |                                                                                  |
| 9-9-2015                                                                         | Città del Guatemala                                                              | Guatemala                                                                        | 2 – 0                                                                            | Antigua e Barbuda                                                                | Qual. Mondiali 2018                                                              | -                                                                                |                                                                                  |
| 24-3-2016                                                                        | North Sound                                                                      | Antigua e Barbuda                                                                | 2 – 1                                                                            | Aruba                                                                            | Qualificazioni alla Coppa dei Caraibi 2017                                       | -                                                                                | 84’                                                                              |
| 30-3-2016                                                                        | Basseterre                                                                       | Saint Kitts e Nevis                                                              | 1 – 0                                                                            | Antigua e Barbuda                                                                | Qualificazioni alla Coppa dei Caraibi 2017                                       | -                                                                                |                                                                                  |
| 5-6-2016                                                                         | Bayamón                                                                          | Porto Rico                                                                       | 2 – 1 dts                                                                        | Antigua e Barbuda                                                                | Qualificazioni alla Coppa dei Caraibi 2017                                       | -                                                                                |                                                                                  |
| 8-6-2016                                                                         | North Sound                                                                      | Antigua e Barbuda                                                                | 5 – 1                                                                            | Grenada                                                                          | Qualificazioni alla Coppa dei Caraibi 2017                                       | -                                                                                |                                                                                  |
| 6-10-2016                                                                        | Willemstad                                                                       | Curaçao                                                                          | 3 – 0                                                                            | Antigua e Barbuda                                                                | Qualificazioni alla Coppa dei Caraibi 2017                                       | -                                                                                |                                                                                  |
| 9-10-2016                                                                        | Saint John's                                                                     | Antigua e Barbuda                                                                | 2 – 0                                                                            | Porto Rico                                                                       | Qualificazioni alla Coppa dei Caraibi 2017                                       | -                                                                                |                                                                                  |
| 22-3-2018                                                                        | North Sound                                                                      | Antigua e Barbuda                                                                | 3 – 2                                                                            | Bermuda                                                                          | Amichevole                                                                       | -                                                                                |                                                                                  |
| 26-3-2018                                                                        | Kingston                                                                         | Giamaica                                                                         | 1 – 1                                                                            | Antigua e Barbuda                                                                | Amichevole                                                                       | -                                                                                | 87’                                                                              |
| 8-9-2018                                                                         | North Sound                                                                      | Antigua e Barbuda                                                                | 0 – 3                                                                            | Saint Lucia                                                                      | CONCACAF Nations League 2019-2020 - Qualificazioni                               | -                                                                                |                                                                                  |
| 20-11-2018                                                                       | Fort-de-France                                                                   | Martinica                                                                        | 4 – 2                                                                            | Antigua e Barbuda                                                                | CONCACAF Nations League 2019-2020 - Qualificazioni                               | -                                                                                |                                                                                  |
| 24-3-2021                                                                        | Willemstad                                                                       | Antigua e Barbuda                                                                | 2 – 2                                                                            | Montserrat                                                                       | Qual. Mondiali 2022                                                              | -                                                                                |                                                                                  |
| 10-6-2022                                                                        | Basseterre                                                                       | Antigua e Barbuda                                                                | 0 – 2                                                                            | Cuba                                                                             | CONCACAF Nations League 2022-2023 - Fase a gironi                                | -                                                                                | 45’                                                                              |
| 12-6-2022                                                                        | Santiago di Cuba                                                                 | Cuba                                                                             | 3 – 1                                                                            | Antigua e Barbuda                                                                | CONCACAF Nations League 2022-2023 - Fase a gironi                                | -                                                                                | 45’                                                                              |
| 24-3-2023                                                                        | Les Abymes                                                                       | Guadalupa                                                                        | 0 – 1                                                                            | Antigua e Barbuda                                                                | CONCACAF Nations League 2022-2023 - Fase a gironi                                | -                                                                                | 41’                                                                              |
| Totale                                                                           |                                                                                  | Presenze                                                                         | 26                                                                               |                                                                                  | Reti                                                                             | 0                                                                                |                                                                                  |

## Palmarès

### Club

#### Competizioni nazionali
- FA Trophy: 1

Fylde: 2018-2019
- National League: 1

Stockport County: 2021-2022